# بیست و نه نخل
بیست و نه نخل (انگلیسی: Twentynine Palms) یک فیلم تجربیِ ترسناک به کارگردانی برونو دومن است که در سال ۲۰۰۳ منتشر شد. از بازیگران آن می‌توان به یکاترینا گولوبوا اشاره کرد.
«دیوید» عکاسی مستقل و «کاتیا» (دوست دختر روسیِ فرانسوی زبانش) لس آنجلس را به مقصد صحراهای جنوب کالیفرنیا ترک می‌کنند تا برای مجله ای از صحنه‌های طبیعی عکاسی کنند. آنها به مسافرخانه ای در شهر «تونتی ناین» می‌روند. همه چیز برای آنها به خوبی پیش می‌رود تا اینکه تقابل شخصیتی که روابط آن‌ها را از عشقبازیِ پرشور به نزاعی بامشت و لگد تزلزل می‌دهد، به تصویر کشیده می‌شود.